# Oostends woordenboek

Oostends woordenboek 2022 (illustratie Frederik Schmitt)

Het Oostends woordenboek (De Dikke Desnerck) is het eerste dialectwoordenboek van een West-Vlaamse stad. De auteur is Roland Desnerck. Het boek is naast een taalkundig werk vooral een heemkundig werk.

## Geschiedenis
Roland Desnerck begon zijn zoektocht naar Oostendse woordenschat, uitdrukkingen en grammatica op vijftienjarige leeftijd in 1953. De eerste druk van het boek kwam er in 1972 met etsen van Albert Clement. Op dat moment bestond er slechts één (algemeen) West-Vlaams woordenboek. Dat boek was toen al 100 jaar oud (West-Vlaams Idioticon, De Bo) In het voorwoord van het Oostends woordenboek riep Karel Jonckheere de bevolking op om Oostendse woorden en uitdrukkingen naar Roland Desnerck te sturen. 
In 1980 verscheen toen ook een tweede druk met de vele nieuwe woorden waarvoor Karel Jonckheere had opgeroepen. 
Ondertussen bleef Desnerck geestdriftig zoeken naar nieuwe woorden bij het volk maar ook in historische archieven van vele eeuwen oud. Deze bundelde hij in 1988 opnieuw voor zijn derde druk van het Oostends woordenboek. Hierbij verscheen ook een poster met Oostendse spreekwoorden die werden uitgebeeld door striptekenaar en schilder Daubi. 
In de periode waarin de Kuifjes verschenen in het Oostends dialect (vertaald door Roland Desnerck) kwam een vierde druk te berde van het Oostends woordenboek. Ook deze druk uit 2006 is sterk vermeerderd. 
In 2011 verscheen het woordenboek "Nederlands - Oostends". Dit is het eerste dialectwoordenboek die vertrekt vanuit het Standaardnederlands.
Op 22 april 2022 verscheen de vijfde druk van het Oostends woordenboek exact vijftig jaar na de eerste druk in 1972. Deze lustrumeditie is met 752 pagina's dubbel zo dik als de eerste druk en telt 200 nieuwe illustraties van Frederik Schmitt.
Vlak na deze vijfde druk bracht Roland Desnerck ook een remake van de poster "Klaps én Zégsls" uit 1988. Deze keer in samenwerking met illustrator Frederik Schmitt en in dezelfde stijl als de cover van het Oostends Woordenboek 2022.

## Inhoud
In zijn lijvige inleiding benadert Desnerck het Oostends woordenboek vanuit taalwetenschappelijk standpunt met titels als "Het Oostends is een ingwaeoons dialect".
Het woordenboek is naast een vertalend woordenboek "Oostends - Nederlands" ook deels een verklarend woordenboek met illustraties. Dit gebeurt vooral bij maritieme onderwerpen. 15 procent van alle woorden hebben rechtstreeks te maken met de zee. 
In het boek zijn ook Oostendse woorden opgenomen uit middeleeuwse stadsrekeningen, charters en boeken uit de stadsarchieven. 

## Spelling
Om in het Oostends te kunnen schrijven ontwierp Roland Desnerck een eigen spelling. 
De belangrijkste spellingsregels:
klinkers:
"ai" (zoals in het Frans: maître, pair, père): ain, twai, stain;
"é" (zoals in het Nederlands: net, pet, gek): én, zét, bédde, trék;
"ê" (zoals een lange "é") pêrd, stêrt, êrde, grêtn;
"oa" (zoals een lange "o" van grot) loate, noad, road;
"ue" (zoals een lange "u" van hut, put) kuek, motuer.
g/h:
De "g" bestaat niet (meer) in het Oostends. Ze wordt wel geschreven maar uitgesproken als een 'h'.
De "h" wordt wel geschreven maar niet uitgesproken.

## Voorbeelden
- butterdief - z.n. (mv. butterdievn), vklw. -tsje; m.: gat of opening middenin brood, broodje of boterham; bij het smeren kan er op die plaats veel boter verloren gaan.
- invloejn - wkw. (vloejded in, ingevloejd): door de golven ingebeukt worden, door het zeewater kapot geslagen worden;
- Rek. van Oostende, 1494: omme t maken van den dycken ende dunne die jnnegevloyet waren.
- koekerluut1* - z.n. (mv. -s), vklw. -sje; m.: heremietkreeft, kreeft die zijn week achterlichaam in een leeg slakkenhuis van een wulk verbergt; ook: kallemalle; krabbekoker.
- koekerluut2* - z.n. (mv. -s), vklw. -sje; m.: iemand die in zijn schelp kruipt, lafaard.
- kluttergêld - z.n.; o.: kleingeld, pasmunt; ook: klutterbinnedieksjen; klutters; sings.
- kloefeboesjerong - z.n. (mv. -s), vklw. -sje; m.: deugniet, kwajongen; eig. kloefe én boesjerong: klomp en boezeroen.
- kwielebabbe - z.n. (mv. kwielebabm), vklw. -tsje; v.: kwijllap, slab.
- sjhranksjikkel - z.n. (mv. -s), vklw. -tsje; m.: schakel bevestigd aan de sleeplijn of trawllijn van de kor waardoor de sjhrankn lopen; vgl. sjhranke.
- subbedutte - z.n. (mv. subbedutn), vklw. subbedutsje; v.: sukkel, sukkelend vrouwtje; ook: sukkelésse.
- zwadder - z.n. (mv. -s), vklw. -tsje; m.: gevoel dat men te veel gedronken heeft, gewaarwording van een geklots in de maag na het drinken van te veel bier, koffie, thee, water; e haile zwadder in je mage hén: een te grote hoeveelheid drank in je maag hebben.